# Bernhard Weigel
Bernhard Woldemar Weigel (* 1851 in Dresden; † 25. Juni 1908 ebenda) war ein sächsischer Generalmajor.

## Leben
Bernhard Weigel besuchte den Kadettenkorps der sächsischen Armee und wurde im Zuge der Mobilmachung des kommenden Krieges gegen Frankreich am 17. Juli 1870 als Fähnrich im 1. Königlich Sächsischen Jäger-Bataillon Nr. 12 eingestellt und nahm als Leutnant (Beförderung am 29. Juli 1870) an den Schlachten des Krieges teil. Am 27. Juli 1874 avancierte er zum Oberleutnant und wurde die nächsten drei Jahre im topographischen Bureau des Generalstabes verwendet. Er kehrte darauf in sein Stammbataillon zurück und wurde 1881 zum Hauptmann und Kompaniechef ernannt. Am 1. April 1887 erfolgte seine Versetzung in das neuformierte 3. Jägerbataillon Nr. 15. Am 16. September 1891 wurde er nach Beförderung zum Major dem 1. Königlich Sächsischen Leib-Grenadier-Regiment Nr. 100 zugeteilt und am 24. Juli 1892 in das Schützen-(Füsilier-)Regiment „Prinz Georg“ (Königlich Sächsisches) Nr. 108 versetzt, wo er am 22. September desselben Jahres zum Bataillonskommandeur des III. Bataillons ernannt wurde. Unter Beförderung zum Oberstleutnant am 20. Juni 1906 wurde er am 12. September desselben als etatsmäßiger Stabsoffizier in das Infanterie-Regiment „König Wilhelm II. von Württemberg“ (6. Königlich Sächsisches) Nr. 105 in Straßburg versetzt. Am 16. November 1898 wurde er dem Regiment aggregiert. Am 26. März 1899 wurde Oberstleutnant Weigel unter Beförderung zum Oberst zum Regimentskommandeur des in Döbeln garnisonierenden 11. Königlich Sächsischen Infanterie-Regiment Nr. 139 ernannt. In dieser Eigenschaft wurde er im a 26. Juli 1902 unter Genehmigung seines Abschiedsgesuches und unter Verleihung des Charakters eines Generalmajors zur Disposition gestellt.
Er liegt auf dem Nordfriedhof in Dresden begraben.